# Baptisia serenae
Baptisia serenae är en ärtväxtart som beskrevs av Moses Ashley Curtis. Baptisia serenae ingår i släktet Baptisia och familjen ärtväxter. Inga underarter finns listade i Catalogue of Life.